# Elachertus harrisinae
Elachertus harrisinae är en stekelart som först beskrevs av William Harris Ashmead 1887.  Elachertus harrisinae ingår i släktet Elachertus och familjen finglanssteklar. Inga underarter finns listade i Catalogue of Life.